# Trattato di Angoulême

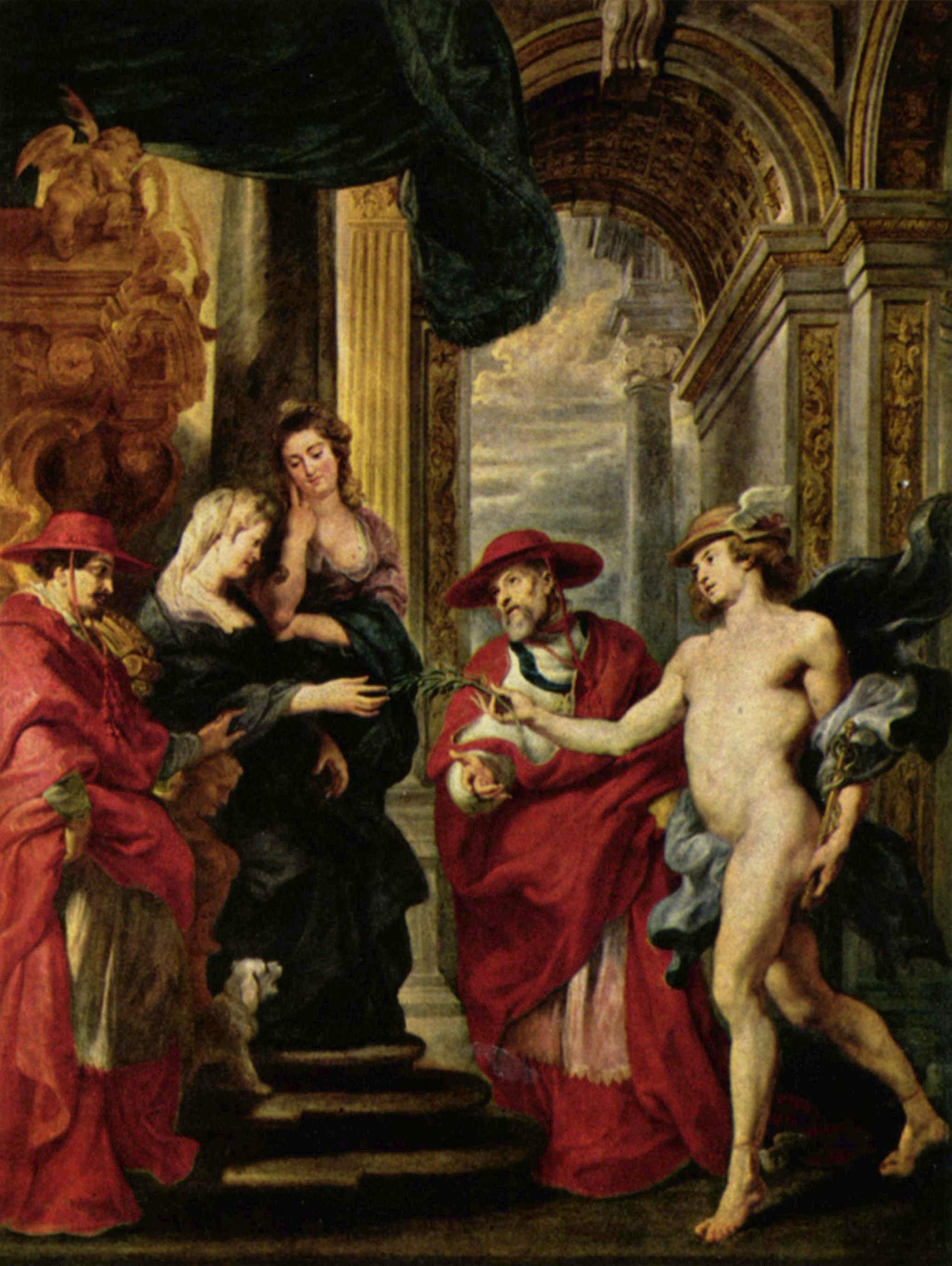
Il Trattato di Angoulême di Peter Paul Rubens: la regina madre Maria viene raffigurata mentre riceve il ramoscello d'ulivo, simbolo della pace

Il trattato di Angoulême fu stipulato ad Angoulême il 10 agosto 1619 tra la regina madre Maria de Medici e suo figlio, re Luigi XIII di Francia. L'accordo venne negoziato da Charles de Luynes e pose ufficialmente termine alla guerra civile in Francia tra i sostenitori di Maria e quelli di re Luigi. L'accordo inoltre stabiliva le linee di riconciliazione tra madre e figlio e le condizioni in materia di governo dello stato.
Peter Paul Rubens venne incaricato di celebrare l'evento con un grandioso dipinto allegorico (tuttora esposto al Museo del Louvre).